# Feliks Dembowski
Feliks Dembowski herbu Jelita – szambelan Stanisława Augusta Poniatowskiego w 1773 roku, stolnik latyczowski w latach 1790-1793, stolnik czerwonogrodzki w latach 1786-1790, podczaszy czerwonogrodzki w latach 1784-1786, podstoli czerwonogrodzki w latach 1783-1784, cześnik czerwonogrodzki w latach 1780-1783.